# Messier 18
Messier 18 hay M18 (còn gọi là NGC 6613) là một cụm sao mở chứa các sao trong chòm sao Nhân Mã. Charles Messier đã phát hiện ra nó vào năm 1764 và ông liệt nó vào danh sách các thiên thể giống sao chổi. Nhìn từ Trái Đất, M18 nằm giữa tinh vân Omega (M17) và Đám mây sao Nhân Mã (M24). Cụm sao này có độ tuổi khoảng 32 triệu năm. Nó nằm cách Trái Đất 4.900 năm ánh sáng.